# 8417 Ленстейлор
8417 Ленстейлор (8417 Lancetaylor) — астероїд головного поясу, відкритий 7 листопада 1996 року.
Тіссеранів параметр щодо Юпітера — 3,625.